# تولوئن
تولوئن (به انگلیسی: Toluene) از هیدروکربن‌های آروماتیک است و به مقدار بسیاری در قطران زغال سنگ یافت می‌شود. مایعی بی‌رنگ و آتش‌گیری است و به عنوان حلال در صنایع مختلفی چون رنگ و رزین کاربرد دارد. فرمول شیمیایی آن C6H5CH۳ می‌باشد و از واکنش متیل یدید (CH3I) با بنزن و آلومینیوم کلراید (AlCl3) می‌توان آن را در شرایط آزمایشگاهی تولید کرد.
با اکسایش تولوئن توسط یک اکسنده قوی نظیر سولفوسالیسیک اسید می‌توانیم به یکی از مشتقات تولوئن(بنزن) به نام بنزوئیک اسید دست یافت. بنزوئیک اسید جامدی سفید رنگ با بلورهای سوزنی شکل است که خاصیت ضد کپک داشته و به همین دلیل در صنعت سوسیس و کالباس‌سازی از آن استفاده می‌شود. کلیه مشتقات بنزن کم و بیش سرطانزا هستند.

## خواص و ویژگی‌ها
تولوئن هیدروکربنی آروماتیک با فرمول شیمیایی C6H5CH3 یا C7H8 است. این ماده که شامل یک گروه متیل متصل به حلقه بنزنی است دارای خواصی مشابه بنزن ولی بسیار کم خطرتر از این ماده است.

## تولید
روش تولید تولوئن در شرایط آزمایشگاهی به‌طور خلاصه به شرح زیر است:
در داخل یک لوله آزمایش بزرگ و مقاوم، ۲ml از مایع بنزن را با چند قطره از یدید متیل (CH3I) و ۰٫۴ گرم آلومینیوم کلراید (AlCl3) پودری شکل به آرامی حرارت دهید تا هنگامی که کاغذ تورنسل مرطوب شده در بالای لوله آزمایش، از رنگ آبی به سرخ تبدیل شده و پایان واکنش را مشخص نماید.

## کاربرد
تولوئن (متیل‌بنزن یا فنیل‌متان)، مایعی صاف و نامحلول در آب با بویی شبیه بوی تینرهای رنگ معمولی است. تولوئن از گروه ترکیبات آروماتیک است و به عنوان یک مادهٔ اولیه و همچنین حلال شیمیایی کاربرد دارد. کاربردهای دیگر آن عبارتست از حلال رنگ، تینر رنگ، درزگیر سیلیکونی، واکنش‌گر شیمیایی، پلاستیک، جوهر چاپ، چسب، لاک و ضدعفونی‌کننده و گندزدا. همچنین می‌توان از آن برای ساخت فوم و TNT استفاده نمود. 

## خطرات و مسمومیت
تولوئن کاربرد آن به عنوان دارویی استنشاقی برای زدودن سموم می‌باشد.
سمیت تولوئن در مقایسه با بنزن بسیار کمتر است. هرچند غلظت بسیار بالایی لازم است تا تنفس تولوئن منجر به مرگ شود، اما غلظت‌های کمتر آن به راحتی بر روی سیستم عصبی تأثیر می‌گذارند. غلظت‌های کم تا متوسط تولوئن، سبب خستگی، سرگیجه، ضعف، رفتار نامتعادل، نقصان حافظه، بی‌خوابی، کم‌اشتهایی، و کم شدن دید و شنوایی می‌گردد. این حالات با از بین رفتن حضور تولوئن، کم می‌شوند. تولوئن ممکن است بر کلیه اثر نامطلوب بگذارد. هیچ مدرکی دال بر سرطان‌زا بودن تولوئن در دست نیست. غلظت مجاز 20ppm برای محیط کار توسط OSHA و mg/l۱ توسط EPA برای آب آشامیدنی توصیه شده‌اند. تولوئن نه تنها از طریق استنشاق بخارش می‌تواند به بدن انسان وارد شود، بلکه از خاک‌های آلوده شده هم این امکان وجود دارد؛ چرا که در این حالت، امکان تماس مستقیم انسان با خاک، نوشیدن آب زیرزمینی آلوده و تبخیر از خاک وجود دارد.
با توجه به سرطان‌زا بودن بنزن، هم‌اکنون از تولوئن که خواصی شبیه به بنزن دارد، به عنوان جانشین استفاده می‌شود.